# Threnetes
Threnetes là một chi chim trong họ Chim ruồi.

## Các loài
| Image | Name               | Common name | Distribution                                                                             |
| ----- | ------------------ | ----------- | ---------------------------------------------------------------------------------------- |
|       | Threnetes leucurus |             | Brazil, Bolivia, Colombia, Ecuador, Peru, French Guiana, Guyana, Suriname, and Venezuela |
|       | Threnetes niger    |             | French Guiana                                                                            |
|       | Threnetes ruckeri  |             | from southeastern Guatemala and Belize to western Ecuador and western Venezuela          |